# (14902) Miyairi
(14902) Miyairi est un astéroïde de la ceinture principale.

## Description
(14902) Miyairi est un astéroïde de la ceinture principale. Il fut découvert le 17 janvier 1993 à Yatsugatake par Yoshio Kushida et Osamu Muramatsu. Il présente une orbite caractérisée par un demi-grand axe de 3,01 UA, une excentricité de 0,12 et une inclinaison de 12,0° par rapport à l'écliptique.

## Compléments